# Ulica Polna w Warszawie

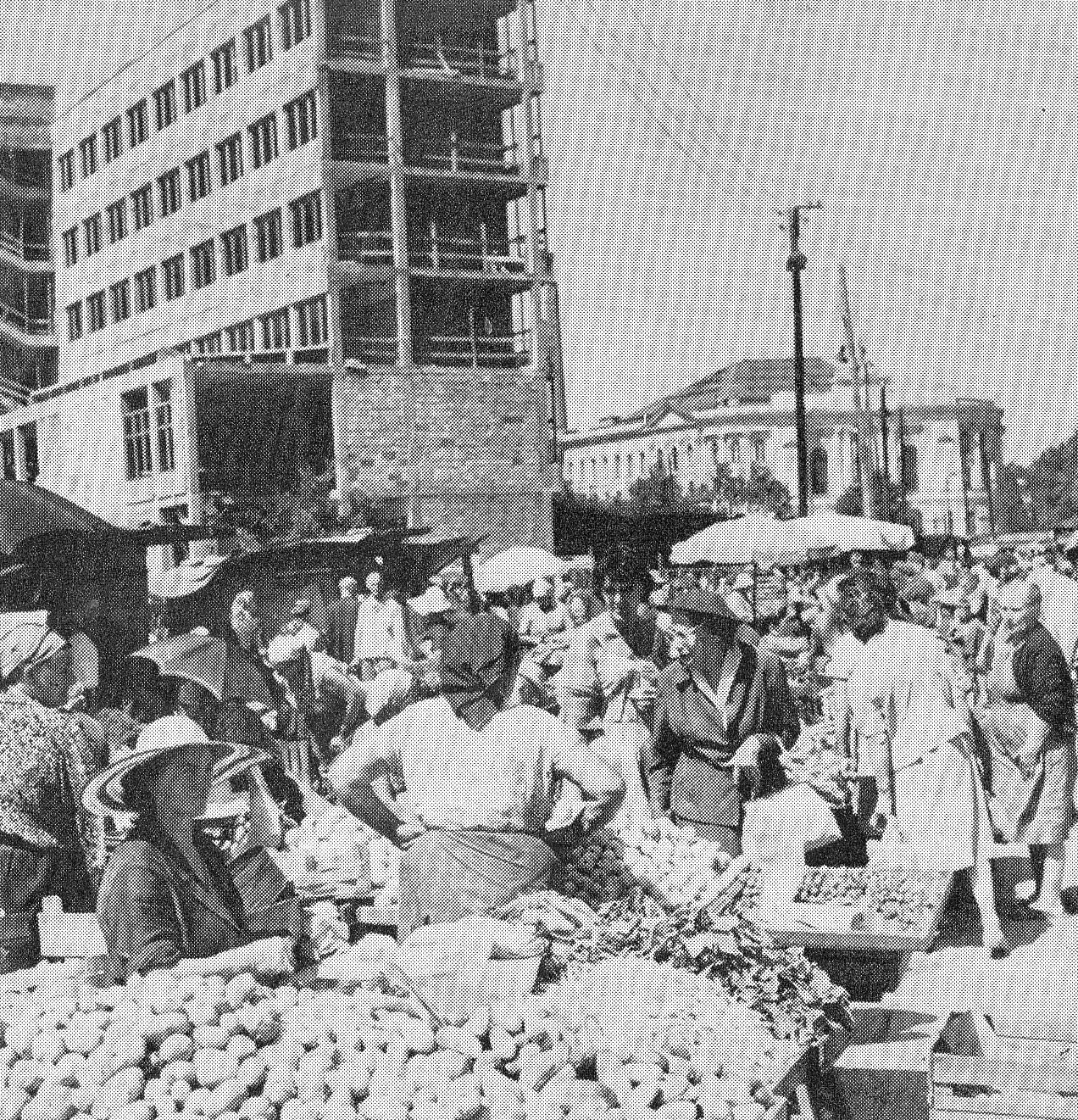
Bazar przy ul. Polnej, lata 70.

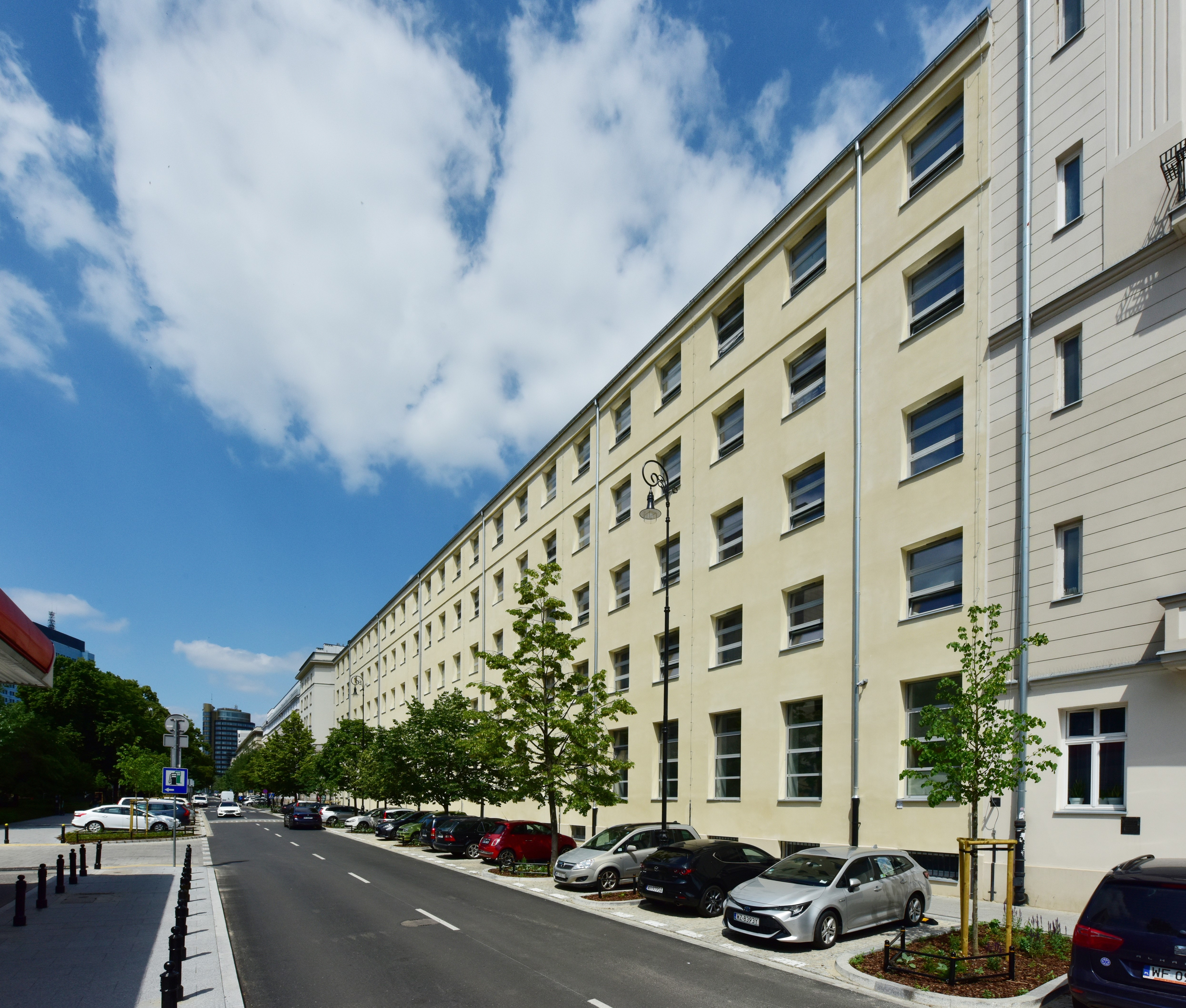
Ulica przy pl. Unii Lubelskiej (2024)

Ulica Polna – ulica w dzielnicy Śródmieście w Warszawie.

## Przebieg
Ulica biegnie od placu Unii Lubelskiej w kierunku północnym do placu Politechniki. Spotyka i krzyżuje się z następującymi ulicami i placami:
- Marszałkowską na placu Unii Lubelskiej;
- Zoli;
- Oleandrów;
- al. Armii Ludowej (część Trasy Łazienkowskiej) i ulicą Waryńskiego na rondzie Jazdy Polskiej;
- Jaworzyńską;
- Nowowiejską na placu Politechniki.

Ze względu na przemiany w układzie urbanistycznym i komunikacyjnym tej części miasta, jakie miały miejsce po II wojnie światowej, ulica nie tworzy w tej chwili jednego ciągu. Przecina ją Trasa Łazienkowska i ulica Waryńskiego. Na odcinku północnym ulica jest częściowo jednokierunkowa, ruch od skrzyżowania z ulicą Jaworzyńską jest możliwy wyłącznie w stronę ronda Jazdy Polskiej.

## Historia
Ulica Polna powstała jako droga biegnąca wzdłuż usypanego w 1770 wału Lubomirskiego. Wał ten został zniwelowany w 1875. Wtedy też ulicę uregulowano i nadano jej obecną nazwą nawiązującą do topografii okolicy i sąsiedniego Pola Mokotowskiego.
Do dzisiaj jest jednak wyraźnie widoczna wyznaczona wcześniej granica ścisłej zabudowy miasta – wielkomiejskie kamienice po wschodniej stronie ulicy i swobodna, znacznie nowsza zabudowa po stronie zachodniej. W 1887 na miejscu dawnego placu ćwiczeń rosyjskiej kawalerii powstał tor wyścigów konnych, który niedługo przed II wojną światową przeniósł się na Służewiec (Tor wyścigów konnych Służewiec). Na początku XX wieku ulica w swojej wschodniej pierzei zabudowana została nowoczesnymi kamienicami; kolejne powstawały w okresie międzywojennym.
Około 1892 na działce położonej w klinie ulic Polnej i Marszałkowskiej wzniesiono zespół zabudowań fabryki dywanów Towarzystwa Akcyjnego Markus Baender i S-ka (od 1908 działającego pod nazwą Towarzystwa Akcyjnego Warszawskiej Fabryki Dywanów). W latach 1927–1929 wzniesiono tam (z wykorzystaniem części gmachu głównego fabryki) nowoczesny budynek Domu Prasy, zaprojektowany przez Maksymiliana Goldberga i Hipolita Rutkowskiego.
Ok. 1925 pod nr 30 wzniesiono budynek w kształcie rotundy, zaprojektowany przez Juliusza Nagórskiego, w którym mieściła się cukiernia i kawiarnia Lardellego.
W 1930 roku północny fragment ulicy został wyodrębniony jako ulica Noakowskiego.
Zabudowa ulicy ucierpiała w czasie obrony Warszawy we wrześniu 1939 oraz w 1944.
W 1953 przy ulicy powstał bazar, na którym sprzedawano m.in. owoce, warzywa, nabiał i drób. Sprzedawano tam również po wysokich cenach produkty wysokiej jakości nieosiągalne w sklepach. W latach 60. na części terenu zajmowanego przez bazar wzniesiono nowy budynek  Wydziału Elektroniki i Technik Informacyjnych Politechniki Warszawskiej, a pozostałą część ogrodzono, uporządkowano i ustawiono kioski dla sprzedawców.
W okresie powojennym dla ulicy zaszły bardzo poważne zmiany. Przebicie ulicy Waryńskiego, a później Trasy Łazienkowskiej spowodowało rozcięcie ulicy na dwie części. Wschodnia strona ulicy zachowała większość przedwojennej zabudowy. Po zachodniej stronie ulicy powstawały nowe obiekty, głównie budynki Politechniki Warszawskiej.

## Ważniejsze obiekty
- Komenda Miejska Państwowej Straży Pożarnej m. st. Warszawy (nr 1)
- XXVII Liceum Ogólnokształcące im. Tadeusza Czackiego (nr 5)
- Technikum Kinematograficzno-Komputerowe im. Krzysztofa Kieślowskiego (nr 7)
- Ośrodek Sportu i Rekreacji Dzielnicy Śródmieście (nr 7a)
- Instytut Studiów Politycznych Polskiej Akademii Nauk (nr 18/20)
- Muzeum Marii Dąbrowskiej (w dawnym mieszkaniu pisarki, nr 40 m. 31)
- zabytkowa kamienica z 1900 (nr 42)